# Atenia quadrani
Atenia quadrani es una especie de molusco gasterópodo de la familia Hygromiidae en el orden de los Stylommatophora.

## Distribución geográfica
Es endémica de las sierras costeras de Cataluña y levante de la península ibérica.